# Liv Racing Xstra /2022
Deze pagina geeft een overzicht van de vrouwenwielerploeg Liv Racing Xstra in 2022.

## Algemeen
Algemeen manager: Eric van den Boom
Ploegleiders: Giorgia Bronzini, Hugo Brenders, Wim Stroetinga
Fietsmerk: Liv

## Renners

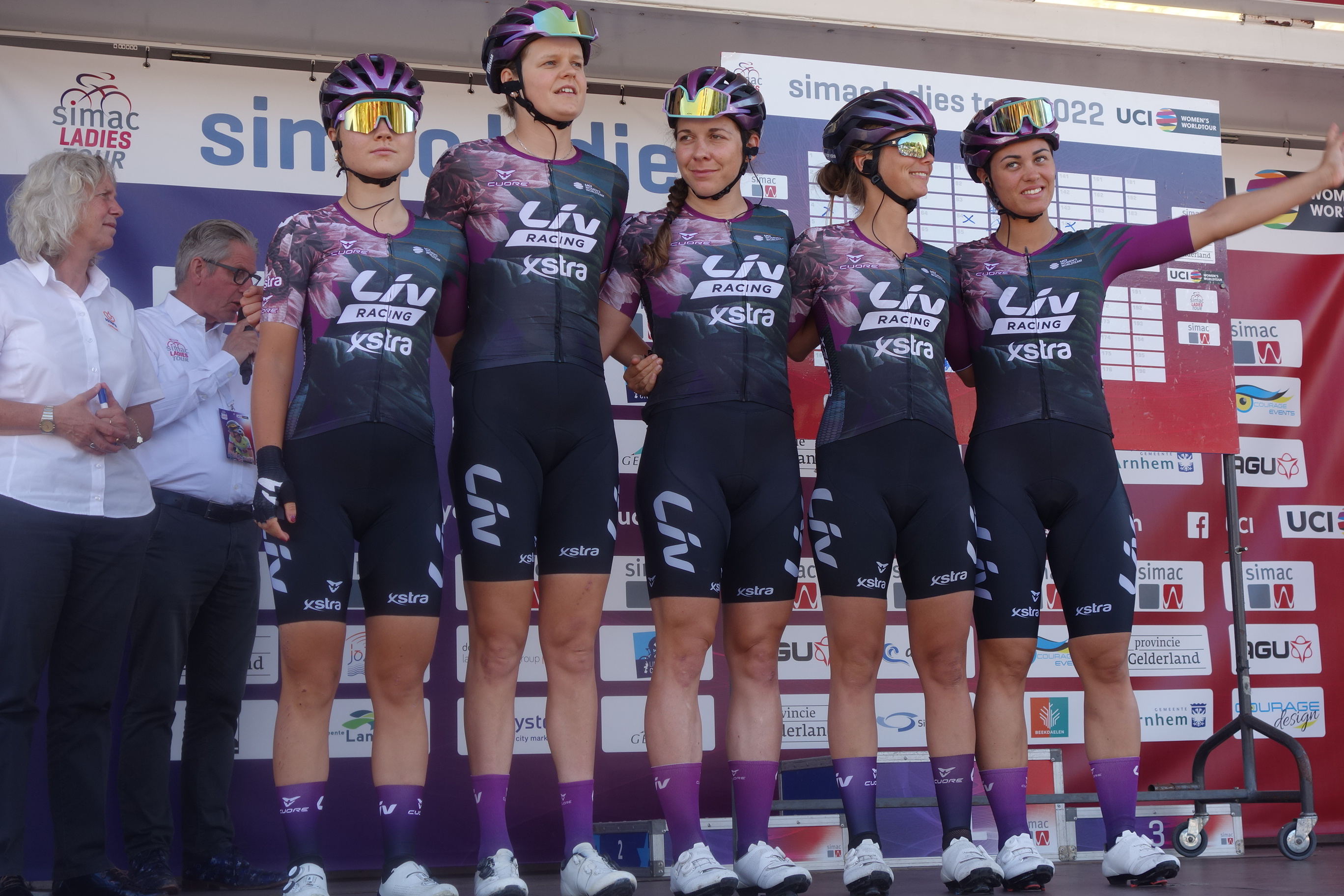
De ploeg in de Simac Ladies Tour 2022.

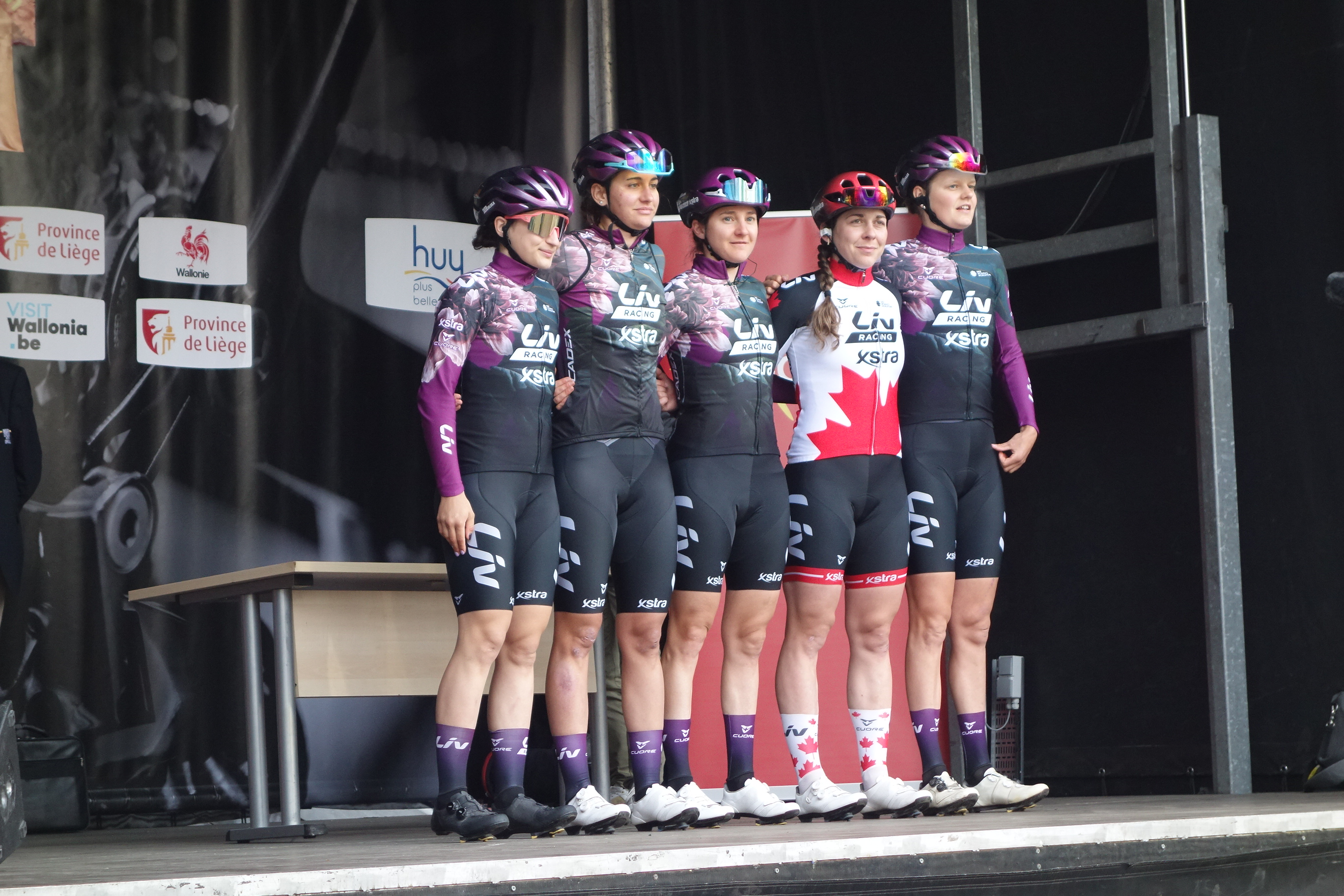
De ploeg in de Waalse Pijl 2022.

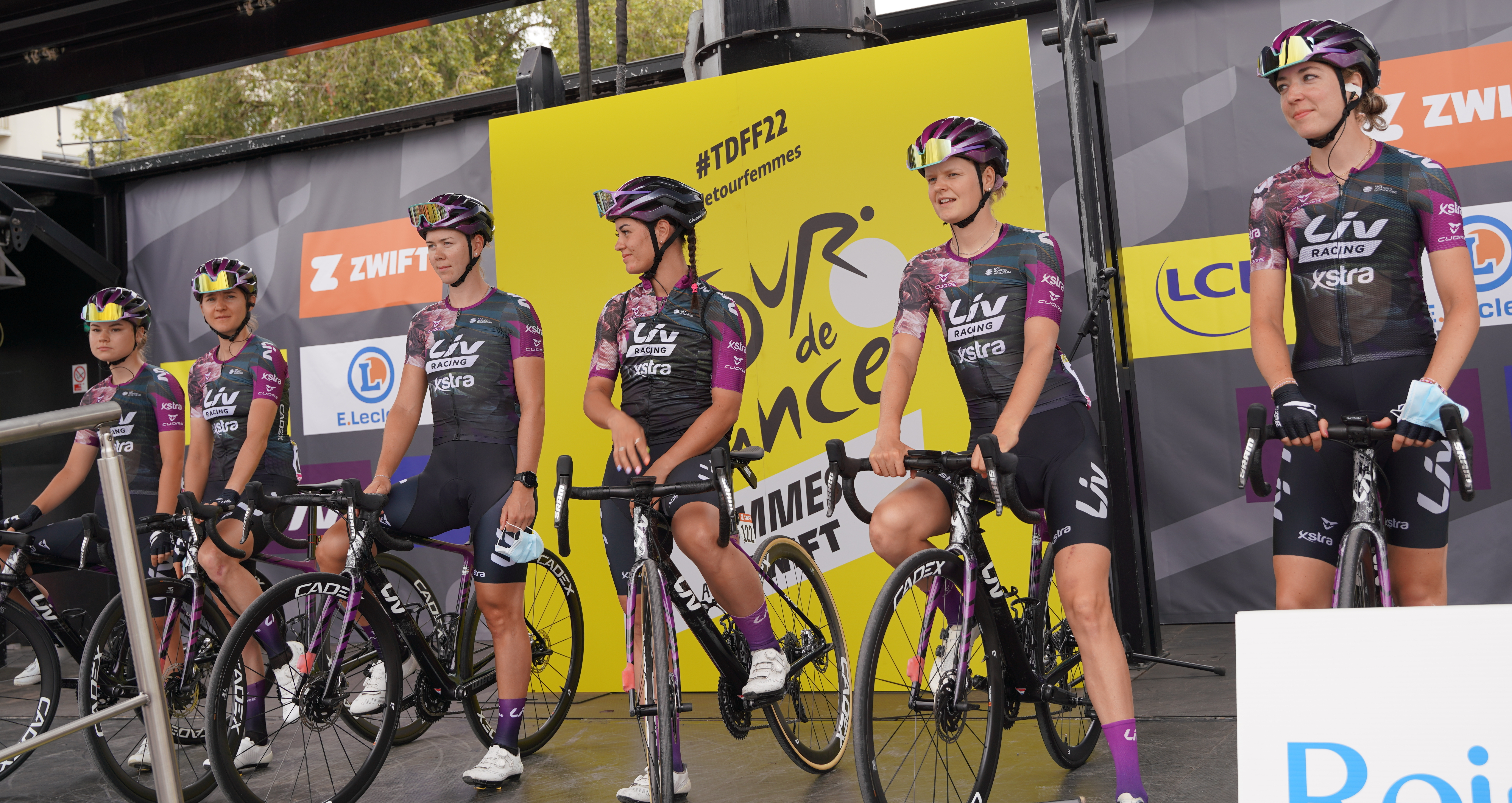
De ploeg in de Tour de France Femmes.

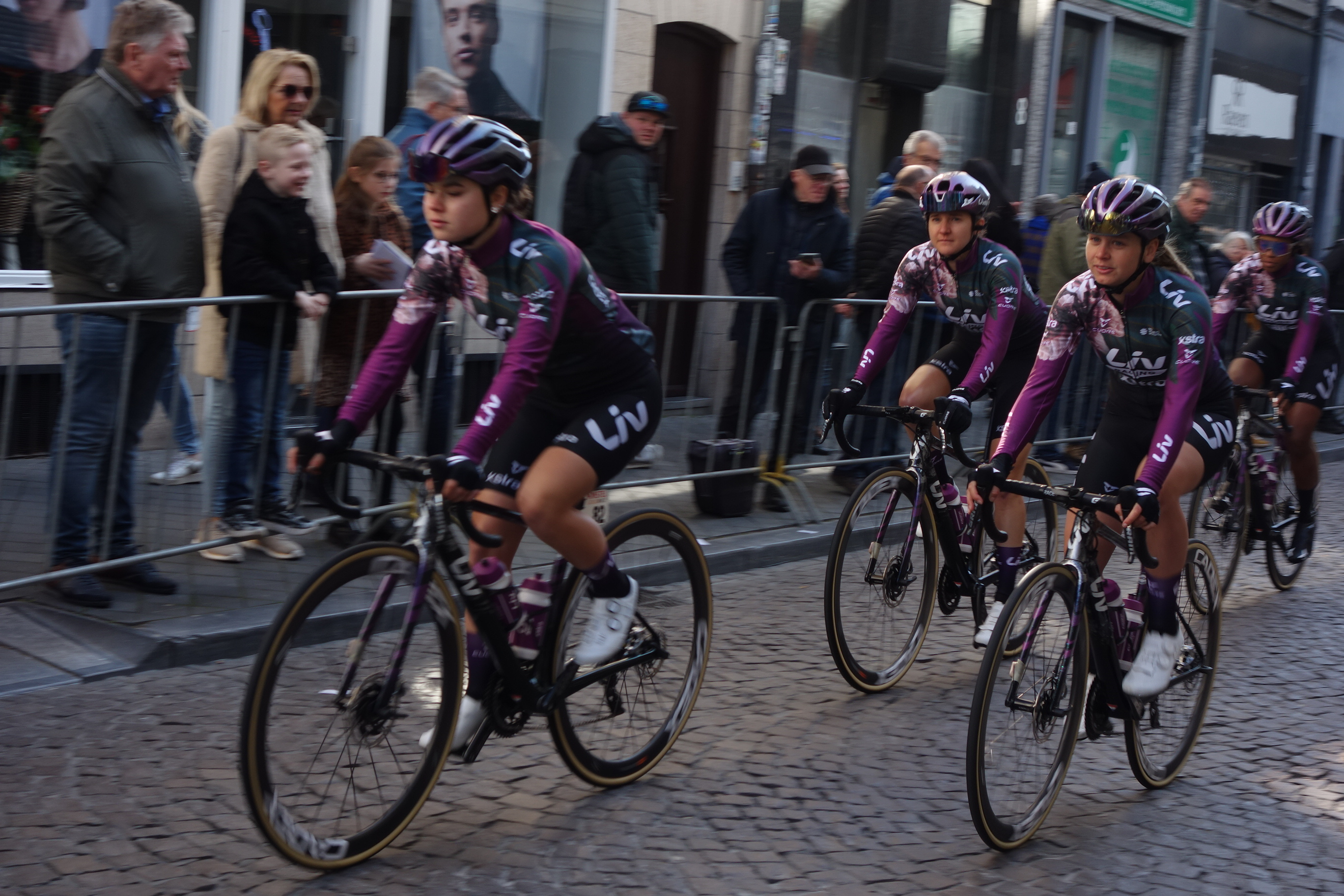
De ploeg in de Amstel Gold Race 2022.

| Naam                | Geboortedatum | Nationaliteit    | Ploeg 2021                                |
| ------------------- | ------------- | ---------------- | ----------------------------------------- |
| Rachele Barbieri    | 21-02-1997    | Italië           | -                                         |
| Eva Buurman         | 07-09-1994    | Nederland        | Team Tibco                                |
| Valerie Demey       | 17-01-1994    | België           |                                           |
| Amber van der Hulst | 21-09-1999    | Nederland        | Parkhotel Valkenburg                      |
| Thalita de Jong*    | 06-11-1993    | Nederland        | Bingoal Casino-Chevalmeire-Van Eyck Sport |
| Alison Jackson      | 14-12-1988    | Canada           |                                           |
| Marta Jaskulska     | 25-03-2000    | Polen            |                                           |
| Jeanne Korevaar     | 24-09-1996    | Nederland        |                                           |
| Ayesha McGowan      | 02-04-1987    | Verenigde Staten | stagiair                                  |
| Tereza Neumanová    | 09-08-1998    | Tsjechië         | Women Cycling Team                        |
| Katia Ragusa        | 19-05-1997    | Italië           | A.R. Monex                                |
| Silke Smulders      | 01-04-2001    | Nederland        | Lotto Soudal Ladies                       |
| Sabrina Stultiens   | 08-07-1993    | Nederland        |                                           |
| Quinty Ton          | 04-08-1998    | Nederland        | Grant Thornton Krush Tunap                |

* vanaf 1 juni

### Vertrokken
| Naam                 | Geboortedatum | Nationaliteit | Ploeg 2022           |
| -------------------- | ------------- | ------------- | -------------------- |
| Sofia Bertizzolo     | 21-08-1997    | Italië        | Human Powered Health |
| Lotte Kopecky        | 10-11-1995    | België        | Team SD Worx         |
| Evy Kuijpers         | 15-02-1995    | Nederland     | UAE Team ADQ         |
| Soraya Paladin       | 04-05-1993    | Italië        | Canyon-SRAM          |
| Pauliena Rooijakkers | 12-05-1993    | Nederland     | Canyon-SRAM          |

## Overwinningen
Kampioenschappen
Tsjechië - wegwedstrijd: Tereza Neumanova
EasyToys Bloeizone Fryslân Tour
3e etappe: Rachele Barbieri
ZLM Omloop der Kempen
Rachele Barbieri
Ronde van Scandinavië
Puntenklassement: Alison Jackson
2006 · 2007 · 2008 · 2009 · 2010 · 2011 · 2012 · 2013 · 2014 · 2015 · 2016 · 2017 · 2018 · 2019 · 2020 · 2021 · 2022 · 2023
BikeExchange Jayco · Canyon-SRAM · DSM · EF Education-TIBCO-SVB · FDJ Nouvelle-Aquitaine Futuroscope · Human Powered Health · Jumbo-Visma · Liv Racing Xstra  · Movistar · Roland Cogeas Edelweiss Squad · SD Worx · Trek-Segafredo · UAE Team ADQ · Uno-X